# Ambyr Childers
Ambyr C. Childers (Cottonwood, 18 de julho de 1988) é uma atriz americana conhecida por interpretar Susan Atkins na série da NBC Aquarius, Ashley Rucker na série do Showtime Ray Donovan, e Candace Stone na série do Lifetime/Netflix You.

## Vida e carreira
Childers nasceu em Cottonwood, Arizona e foi criada em Murrieta, Riverside, California. Ela tem duas irmãs. Childers estudou na Vista Murrieta High School. Após uma participação no filme de 2003 Dickie Roberts: Former Child Star, ela interpretou Colby Chandler na soap opera All My Children de 2006 a 2008. Ela também interpretou Elizabeth "E" Dodd em The Master.
Childers casou-se com o produtor de cinema Randall Emmett in 2009. O casal teve uma filha em 2010 e uma segunda filha em 2013. Emmett pediu separação legal em abril de 2015, e o casal divorciou-se em dezembro de 2017.
Childers e Kate Bosworth juntaram-se para criar a Ambyr Childers Jewelry, linha de joias que mistura a origem ameríndia de Childers com "o estilo descolado de Bosworth".
Childers interpretou Candace Stone na série da Lifetime You, que estreou em 9 de setembro de 2018. Em 3 de dezembro do mesmo ano, foi anunciado que a série se tornaria um título "original da Netflix" antes da estreia da segunda temporada. Em 1 de fevereiro de 2019, a Deadline anunciou que Childers havia sido promovida a atriz do elenco regular da série antes da estreia da segunda temporada, que foi lançada em 26 de dezembro do mesmo ano.

## Filmografia

### Cinema
| Ano  | Título                            | Papel                | Notas     |
| ---- | --------------------------------- | -------------------- | --------- |
| 2003 | Carolina                          | Carolina jovem       |           |
| 2003 | Dickie Roberts: Former Child Star | Barbie               |           |
| 2011 | Love                              | Astronauta americana |           |
| 2011 | All Things Fall Apart             | Sherry               |           |
| 2011 | House of the Rising Sun           |                      |           |
| 2011 | Setup                             | Garçonete Haley      |           |
| 2012 | Lay the Favorite                  | Recepcionista        |           |
| 2012 | Playback                          | Riley                |           |
| 2012 | Freelancers                       | Elaine Morrison      |           |
| 2012 | The Master                        | Elizabeth Dodd       |           |
| 2013 | Gangster Squad                    |                      |           |
| 2013 | Broken City                       | Mary                 |           |
| 2013 | We Are What We Are                | Iris Parker          |           |
| 2013 | 2 Guns                            | Srta. Young          |           |
| 2015 | Vice                              | Kelly                |           |
| 2017 | A Moving Romance                  | Olivia Wilson        | Telefilme |
| 2018 | Pinocchio                         | Trixie               | Voz       |

### Televisão
| Ano     | Título                         | Papel              | Notas                                                                                      |
| ------- | ------------------------------ | ------------------ | ------------------------------------------------------------------------------------------ |
| 2000    | L.A. 7                         | Hiker #2           | Episódio: "Clever Camp"                                                                    |
| 2006–08 | All My Children                | Colby Chandler     | Elenco regular (139 episódios)                                                             |
| 2013–16 | Ray Donovan                    | Ashley Rucker      | Papel recorrente (9 episódios)                                                             |
| 2015    | Aquarius                       | Susan Atkins/Sadie | Papel recorrente (10 episódios)                                                            |
| 2016    | Criminal Minds: Beyond Borders | Natalie Knox       | Episódio: "The Ballad of Nick and Nat"                                                     |
| 2018–19 | You                            | Candace Stone      | Papel recorrente (primeira temporada); Elenco principal (segunda temporada) (11 episódios) |